# Chamiwi
Chamiwi, ime koje su Luckiamute dali jednoj bandi Yamel Indijanaca koje je u prvoj polovici 19. stoljeća živjelo na rijeci Yamhill, desnoj pritoci Willamette i u blizini Independencea u Oregonu. Njihovi ostaci vjerojatno su s ostalim Yamel bandama 1855. završili na rezervatu Grand Ronde u Oregonu, gdje bi mogli još imati potomaka.